# Berrihane
Berrihane là một đô thị thuộc tỉnh El Tarf, Algérie. Dân số thời điểm năm 2002 là 8.326 người.